# Henry T. Mayo
Henry Thomas Mayo (8 de diciembre de 1856 - 23 de febrero de 1937) fue un almirante de la Marina de los Estados Unidos.
Mayo nació en Burlington, Vermont, el 8 de diciembre de 1856. Después de su graduación de la Academia Naval de los Estados Unidos en 1876, Mayo cubrió una serie de puestos incluyendo el patrullar las zonas costeras de su país. Durante la Guerra Hispano-Estadounidense Mayo combatió en el Cañonero Bennington (PG-4) en la costa occidental de Norteamérica. Fue designado contraalmirante en 1913, al mando de una escuadrilla naval que se vio envuelto en el Incidente de Tampico el 9 de abril de 1914. Sus demandas de reivindicación del honor nacional incrementaron las ya tensas relaciones con México.
Fue ascendido a Vicealmirante en junio de 1915, siendo designado Comandante en jefe de la Flota del Atlántico, Mayo fue ascendido a almirante el 19 de junio de 1916. Por la organización y apoyo de las Fuerzas navales estadounidenses durante la Primera Guerra Mundial tanto en aguas americanas como europeas le fue concedida la "Medalla de Servicio Distinguido" y varias condecoraciones extranjeras. 
El almirante Mayo se retiró el 28 de febrero de 1921, y, durante cuatro años, fue el jefe de la Casa Naval de Filadelfia. Él conservó su puesto como almirante según un Acta del Congreso de 1930. Falleció en Portsmouth, New Hampshire, el 23 de febrero de 1937.
En 1940, el destructor USS Mayo (DD-422) fue nombrado en su honor.
- Datos: Q2469262
- Multimedia: Henry T. Mayo / Q2469262